# Kappa (japonský folklór)

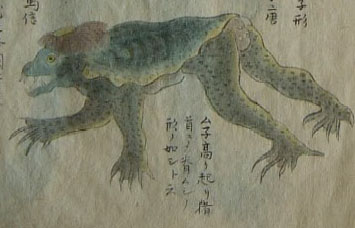
Kresba z roku 1836.

Kappa (河童, „říční dítě“), jinak také nazývaná Kawataró (川太郎, „říční kluk“) nebo Kawako (川子, „říční dítě“), je jókai, neboli kupo,
kterého můžeme nalézt v japonském folklóru, a také kryptid. Kappa je jakýsi japonský vodník, ale spíše to je vodní monstrum, které nejvíce obývá západní část Japonska a Kjúšú. Obývá řeky, rybníky a jiné vodní toky. Stahuje do vody dobytek a koně, co se jdou napít, případně kolemjdoucí a pochutnává si na jejich játrech.

## Vzhled
Je veliká asi jako dítě. Má lidský hlas a chodí neoblečená. Má krátké černé řídké vlasy, hlavu opice, kulaté oči, dlouhý nos či zobák, želví krunýř, svalnaté končetiny s plovacími blánami mezi prsty, žabíma nohama a prý smrdí rybinou. Na hlavě má jakousi „misku“ s tekutinou. Tato tekutina jí dodává neskutečnou sílu.

## Vlastnosti (občas až slabosti)

### Milovnice okurek
Prý velmi miluje především okurky, případně baklažán a melouny. Proto se občas vynoří z vody a jde je krást na blízká pole. Navíc, když kappě dáte okurku s vyrytým jménem vaší rodiny či jiných milovaných lidí, je tu velká pravděpodobnost, že budou před jejími útoky nějakou dobu chráněni.
Některé matky měly ve zvyku, že vždy než se šly jejich děti koupat, naházely do vody několik okurek, aby kappa děti nestáhla do vody a neutopila.

### Zdvořilost
Kappa je prý velmi zkušený zápasník sumó a má ho velmi ráda, proto vždy, když potká člověka, vyzve ho na souboj (pokud ho rovnou nestáhne do vody). Toto pozvání nelze odmítnout. Problém je, že kappa je velmi silná (skoro přetáhne až 40 tažných koní). Ovšem tuto sílu jí propůjčuje „miska“ s vodou, proto ji musíte donutit se uklonit. Voda se pak vylije a kappa ztratí svou sílu. A protože je kappa velmi zdvořilá a dbá na rituály a tradice, úklonu vám oplatí. Překvapivě je také velmi čestná a důvěryhodná, proto se s ní dá dokonce domluvit, aby na některé lidi vůbec neútočila.

### Brutalita
Ovšem vedle okurek má kappa slabost i pro lidské maso. A protože má velmi silné pařáty, případně i zobák, není pro ni problém přetrhat pár končetin. Občas si prý vezme jen trochu masa jako svačinku.
Existuje ale více verzí toho, co se vlastně kappa snaží získat. Nejčastější verzí jsou játra a střeva, případně jiné orgány. Další častou verzí je krev. Prý jen saje krev. Třetí, ale nejzvláštnější, verzí je tzv. širikodama. Nejčastěji se uvádí, že je to jakási kulička delikátního masa uvnitř člověka. Ovšem, někteří tvrdí, že širikodama je zhmotnělá lidská duše. Pro Kappu opravdová delikatesa. Nejhorší ovšem je způsob, jakým toto všechno získává – skrz řitní otvor.

## Zjevení

### Izumo
Jedna kappa byla prý chycena v provincii Izumo. Protože se ji lidé chystali zabít, prosila o svůj život a slíbila, že už nikdy neutopí žádné dítě v řece – a dala i psaný slib. Od té doby se v provincii Izumo říká, že pokud nějaké dítě řekne „Unšu-Nišikawacu-Mura“ (myšlena vesnice Nišikawacu v Izumu), nikdy nebude utopeno.

### Svatyně Icušima
Poblíž Fukuoky na Kjúšú stojí svatyně Icušima postavená během éry Horeki (1751–64). Během oprav prováděných v době před nástupem na trůn císaře Šówy (1928) zde byly nalezeny tři ploché kameny, každý velikosti 0,914×3,962×0,914 m. Každý byl popsán sanskrtem. Říká se, že zde v sousedství kdysi byly chyceny tři kappy. Lidé je chtěli zabít jako odplatu za utopené děti. Ale kappy prosily o své životy a prohlašovaly, že už nikdy znova nikoho neutopí. Na důkaz svého slibu každá vyryla do kamene slova v sanskrtu.

### Higo
V Higu v provincii Kumamoto bylo kappou utopeno dítě. Samuraj, Išiwara Kanainosuke, naštvaný smrtí dítěte se vrhl do řeky a bojoval s kappou. Uříznul kappě jednu její paži, vypadala jako suchá hůl. O pár dnů později přišla kappa a žádala zpět svou paži. Byla jí vrácena pod podmínkou, že už nikdy žádné dítě neutopí. Říká se, že od té doby žádné dítě z Išiwarovy vesnice nebylo utopeno.